# Leucospermum praemorsum
Leucospermum praemorsum är en tvåhjärtbladig växtart som beskrevs av Heinrich Wilhelm Buek och Meissn.. Leucospermum praemorsum ingår i släktet Leucospermum och familjen Proteaceae. Inga underarter finns listade i Catalogue of Life.